# Feijenoord

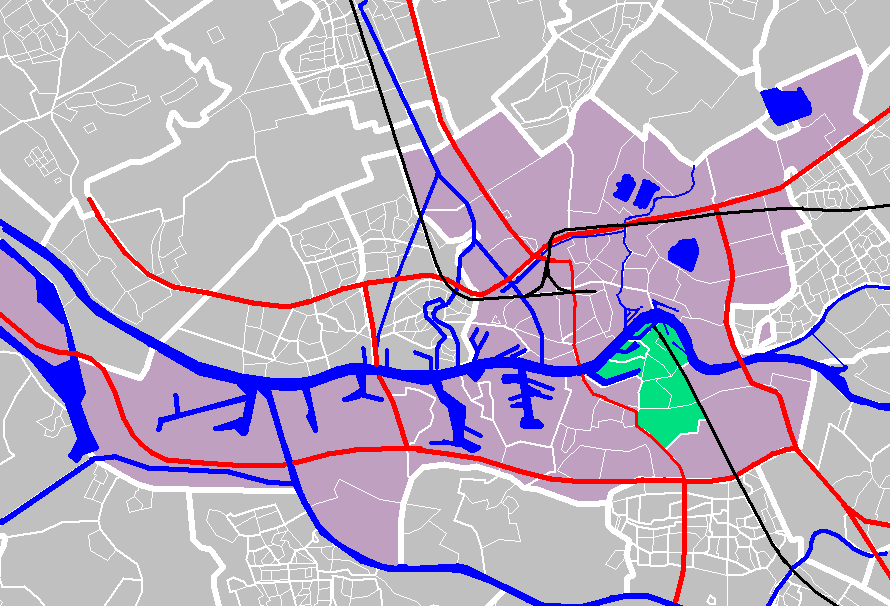
Feijenoords läge i kommunen.

Feijenoord är en av Rotterdams fjorton kommundelar (bestuurscommissiegebieden, till 2014 deelgemeenten) och hade år 2004 72 320 invånare och en total area på 6,44 km² (1,45 km² är vatten).
I stadsdelen grundades fotbollslaget Feyenoord.
I stadsdelen bor många av de utomeuropeiska invandrare som bosatt sig i Rotterdam och majoriteten av befolkningen i stadsdelen är födda utanför Nederländerna eller har föräldrar som är födda utanför Nederländerna.